# Rolf Hanisch
Rolf Hanisch (* 10. November 1942 in Berlin) ist ein deutscher Politikwissenschaftler. Er ist Dozent am Institut für Internationale Angelegenheiten an der Universität Hamburg.

## Bildungsweg
Hanisch  machte an der Friedrich-Ebert-Schule in Berlin-Wilmersdorf sein Abitur und studierte von 1963 bis 1968 Politische Wissenschaften, Geographie, Soziologie und Geschichte an der FU Berlin. Ab 1970 arbeitete er an seiner Dissertation und wurde 1973 zum Dr. rer. pol. promoviert. 1983 schloss Hanisch an der Universität Hamburg seine Habilitation ab und wurde Privatdozent für Politische Wissenschaften.

## Beruflicher Werdegang
Nach seinem Diplom 1969 war er zunächst als freiberuflicher Journalist tätig, bevor er von 1970 bis 1973 wissenschaftlicher Mitarbeiter in der „Arbeitsstelle Politik Afrikas“ der FU Berlin wurde. Von 1973 bis 1976 war er wissenschaftlicher Assistent im Institut für Ausländische Landwirtschaft der Georg-August Universität Göttingen und ab 1976 im wissenschaftlichen Rat im Institut für Internationale Angelegenheiten im Fachbereich 02 (Rechtswissenschaft I) der Universität Hamburg. Im April 1998 wurde er zum Professor ernannt. 1977 bis 1981 war er Leiter des Arbeitskreises „Entwicklungstheorie und Entwicklungspolitik“ der Deutschen Vereinigung für Politische Wissenschaft. Im gleichen Zeitraum war er auch Redaktionsmitglied der Zeitschrift „Verfassung und Recht in Übersee“. Von 1981 bis 1998 war er Vorstandsmitglied im Institut für Afrika-Kunde, Hamburg. Zwischen 1991 und 1996 war Hanisch Sprecher der Sektion „Entwicklungstheorie und Entwicklungspolitik“ der Deutschen Vereinigung für Politische Wissenschaft.

## Forschungsschwerpunkt
Als Mitglied der Dozentengruppe des Instituts für Internationale Angelegenheiten (IIA) der Universität Hamburg forscht Hanisch vor allem auf den Gebieten Öffentliches Recht und dem der Internationalen Beziehungen.
Näher definierte Forschungsschwerpunkte sind dabei die Friedens- und Konfliktforschung und in diesem Zusammenhang die Staats- und Grundrechte, die Rolle Internationaler Organisationen, insbesondere der Internationalen Strafgerichtsbarkeit, innerhalb des allgemeinen Völkerrechts aber auch des Minderheitenschutzes, sowie innerhalb von Wirtschafts- und Europarecht und außerdem die Beschaffenheit Internationaler Beziehungen.
Bei allen der genannten Punkte wird den Nord-Süd-Beziehungen stets besondere Beachtung entgegengebracht.
Auf zahlreichen Forschungsreisen erforschte Professor Hanisch die Probleme der Entwicklungsländer und war unter anderem Leiter eines deutsch-philippinischen Forschungsprojektes. Sein Schwerpunkt liegt in den Ländern Südostasiens, er setzt sich aber auch im Rahmen der Staatenbildungs-Problematik mit Afrika auseinander. Als südostasiatisches Land stellen die Philippinen einen Schwerpunkt in der Forschung des Professors dar, erschienen über diese doch seine meisten Publikationen. Des Weiteren beschäftigt er sich mit den ökonomischen Schwierigkeiten während der Asienkrise und der Demokratisierung von Entwicklungsländern. Auch informierte er sich auf Reisen in den Philippinen zum Beispiel über die Landreform, Bauernbewegungen oder Gewerkschaften.
In der Publikation 'Probleme und Perspektiven des Kleinbauernkredites im Reissektor der Philippinen' geht Hanisch auf die Probleme vor allem der ländlich-kleinbäuerlichen Bevölkerung ein. In dieser Studie beschreibt er die Problematik der Kreditgebung für arme Bauern. Diese sei besonderes durch das Fehlen von Sicherheiten auf Seiten der Bauern erschwert und könne deshalb nur von Seiten des Staates, von Organisationen oder anderen Staaten mit Entwicklungszusammenarbeithintergrund gewährleistet werden.
In seiner Publikation 'Bürgerkrieg in Afrika? Biafra und die inneren Konflikte eines Kontinents' beschäftigt sich Hanisch mit den Schwierigkeiten und Problemen, die durch die Kolonialisierung des Kontinentes entstanden sind. Vor allem die Grenzziehung jenseits einer Orientierung an Stammes- und Sprachgrenzen zeichnet er verantwortlich für die zahlreichen Bürgerkriege dieses Kontinents. Als Beispiel führt er die kurzzeitige Entstehung des Staates Biafra an, der durch Stammesgegensätze entstand, sich aber das weitaus stärkere Nigeria nicht behaupten hatte können.
Einen weiteren persönlichen Schwerpunkt seiner Arbeiten machen die Nichtregierungsorganisationen (NRO) aus, besonders hinsichtlich ihrer Funktion und Arbeitsweise auf entwicklungspolitischen Themengebieten.
In seinem Essay „Nichtregierungs-Organisationen und Demokratisierung in Südostasien“ z. B. geht er davon aus, dass die Probleme vor allem auf politische Strukturen zurückzuführen seien, die in vielen Staaten der Region einen weitgehend autokratischen Charakter hätten. Des Weiteren spricht er in dieser Arbeit von mangelnden Kenntnisse der ärmeren Bevölkerung über persönliche (Partizipations-)Rechte und politische Institutionen, gegen welche die NRO im Rahmen ihrer Arbeit wirken wollten. Dies würde oftmals durch die Heterogenität dieser gesellschaftlichen Schicht erschwert: Konkurrenzdenken, Spannungen und Misstrauen machten den Interessenausgleich unter einer einzigen NRO fast unmöglich. Häufig könnten dann erst Krisensituationen die Bereitschaft zur Zusammenarbeit fördern.
Ein weiteres entscheidendes Problem der NRO sieht Hanisch in ihrer Finanzierung und der Vergabe von Geldern. Da die, meist ausländischen, Finanzhilfen auf freiwilliger Basis beruhten, schwankten sie in ihrer Höhe oft erheblich. Die lokalen NRO, die auf dieses Geld angewiesen sind, hätten daher eine nur wenig verlässliche Einkommensquelle, was sich wiederum negativ auf die Kontinuität ihrer Arbeit auswirke. Fehlende Englischkenntnisse auf südostasiatischer Seite würden die Zusammenarbeit zusätzlich komplizieren. Es sei außerdem möglich, dass sich die Interessen und Prioritäten einzelner NRO deutlich unterschieden. Zum Teil seien sie sogar mit politischen Kräften verflochten und setzten ihre finanziellen Mittel dementsprechend politisch ausgerichtet ein. Die regionale Verteilung finanzieller Ressourcen sei innerhalb einzelner NRO außerdem ungerecht und die bürokratischen Kosten zu hoch. Hanisch sieht erhebliche Defizite in der Realisierung  der Zielsetzungen der NRO, die behoben werden müssten, um die Wirksamkeit ihrer Arbeit zu steigern.
Im Sommersemester 2005 wollte Hanisch eine Vorlesung zum Thema „Der 'neue' Antisemitismus: Ein Weltproblem?“ halten. Diese wurde von Studierenden blockiert und vom Institut für Politische Wissenschaften daraufhin in einem nicht-öffentlichen Blockseminar durchgeführt.

## Publikationen (Auswahl)

### Monographien
- Bürgerkrieg in Afrika? Biafra und die inneren Konflikte eines Kontinents. Berlin: Zur Politik und Zeitgeschichte No. 41, 1970
- mit Rainer Tetzlaff: Staat und Entwicklung. Studie zum Verhältnis von Herrschaft und Gesellschaft in Entwicklungsländern. 1981
- Probleme und Perspektiven des Kleinbauernkredites im Reissektor der Philippinen. Frankfurt/M. 1982

### Sammelbände
- Die Überwindung der ländlichen Armut in der Dritten Welt. Probleme und Perspektiven kleinbäuerlicher Entwicklungsstrategien. Frankfurt/M. 1979
- Soziale Bewegungen in Entwicklungsländern  Baden-Baden 1982
- Demokratieexport in die Länder des Südens? Hamburg 1996

### Aufsätze
- Amerika und die Sicherheit Südasiens, in: Moderne Welt. Zeitschrift für internationale Beziehungen, Düsseldorf 1969/2, S. 204–207
- Confrontation between Primary Commodity Producers and Consumers. The Cocoa Hold-Up of 1964/65, in: The Journal of Commonwealth & Comparative Politics, vol. XIII, No. 3, November 1975, p. 242-260
- Agrarian Reform and the Societal and Political Interests of Urban Groups in Less Developed Countries, in: Verfassung und Recht in Übersee, 10. Jahrgang, 2. Heft 1977, S. 183–201
- „Nichtregierungs-Organisationen und Demokratisierung in Südostasien“, in: „Aus Politik und Zeitgeschichte“ (B21-22/2004)